# Музей сучасного мистецтва (Любляна)
Музей сучасного мистецтва в кварталі Метелкова (словен. Muzej sodobne umetnosti Metelkova, MSUM; англ. Museum of Contemporary Art Metelkova) — художня галерея в словенському місті Любляна, створена в листопаді 2011 року; розташувалася в «музейному кварталі» міста, в колишніх казармених приміщеннях на вулиці Метелкова; музейний центр включає в себе також Словенський етнографічний музей і Національний музей Словенії.

## Історія і опис
Історія Музею сучасного мистецтва в кварталі Метелкова почалася із заснування в Любляні Галереї сучасного мистецтва (Moderna Galerija); ініціатива по створенню національного музею та виставкової площадки, присвяченої сучасному мистецтву — незалежної від Національної галереї — належала мистецтвознавцю і критику Ізидору Канкару, що озвучив її у 1930-х роках. Будівництво фінансувалося зі спадщини промисловця Драготина Хрибара.
аа аа аа Нову будівлю для музею було спроектовано у тих же, 1930-х роках словенським архітектором Едвардом Равникаром (1907-1993). Проект був створений після «ретельного розгляду» потреб і функцій музейної будівлі для сучасного мистецтва: Равникар задумав «нейтральну» будівлю — в рамках концепції «білий куб» — в якому виставкові простори були б рівні. В той час як центральний зал був єдиним приміщенням, з якого був доступ до інших кімнат, інші зали дозволяли незалежно розміщувати в них різні тимчасові виставки та постійні колекції експонатів. Архітектурні рішення приймалися під помітним вплив Йоже Плечника, вчителі Равникара — що особливо помітно по фасаду та вікнам; раціональні та функціональні елементи всього проекту мали свої корені в архітектурі модернізму, властивої проектам Ле Корбюзье — під керівництвом якого Равникар працював протягом недовгого часу, в 1939 році.
Будівельні роботи були завершені до 1941 році; вони були зупинені на самому початку війни — і незакінчена будівля служила військовим складом аж до 1945 року. Роботи були відновлені після закінчення війни; «Moderna galerija» була офіційно створена постановою уряду вже Народної Республіки Словенії від 30 грудня 1947 року; постанова формально вступила в силу 3 січня 1948 року. Першим директором галереї став художник Годжмир Антон Кос, який займав цей пост з 1948 по 1949 рік; його змінив Карела Добіда, що очолював галерею до 1957 року. Фактичним керівником музею з моменту створення був Зоран Кржишник — він формально посів пост директора в 1957 році і очолював галерею аж до 1986 року. Потім, з 1986 по 1992 рік, директором був Юре Мікуж, на зміну якому в 1992 році прийшов Зденка Бадовінац.
Активна виставкова діяльність почалася в галереї відразу після її заснування; в 1951 році відкрилася перша постійна виставка, що представляє відвідувачам словенське мистецтво — від імпресіонізму аж до 1950 року. Поступово «Moderna galerija» стала відома своєю виставковою діяльністю — низка проектів справила помітний вплив на розвиток словенської мистецтва. Зокрема, в залах галереї пройшла виставка словенського імпресіонізму (1949), виставка творів Ріко Дебеняка і Стейна Крегара (абстрактне мистецтво, 1953), виставка Генрі Мура (1955), групові виставки авангарду (1968 та 1969). В 1979 році тут відбулася важлива історична виставка словенського мистецтва з 1945 по 1978 рік.
У соціалістичні часи вся концепція галереї «не зовсім підходила» до домінуючої, тобто західно-європейської та американської парадигми для музею сучасного мистецтва; галерея в Любляні намагалася наслідувати приклад західних колег «у рамках своїх можливостей». Хоча галерея слідувала канонами модернізму з точки зору архітектури і моделей подання мистецтва — вона все ж використала їх засобом ухилення» від ідеологічного тиску. Наступні дослідники відзначали, що саме формалізм модернізму з його яскравою нейтральністю і відсутністю інтересу до поточних соціальних проблем в кінцевому підсумку став цілком відповідним художнім стилем для влади того часу — не викликаючи явного відторгнення і не приводячи до відкритих конфліктів.
Аж до періоду розпаду колишньої Югославії галерея систематично займалася колекціонуванням творів словенських митців; її виставкова політика також була спрямована, в першу чергу, на виставку «словенської художньої продукції». Винятком стала Міжнародна бієнале графіки, що проходила в 1955 році; в 1985 році її організація була передана Міжнародному центру графічного мистецтва, який водночас став незалежною культурною установою країни.
Після здобуття Словенією незалежності, в 1991 році, галерея в Любляні стала основним національним інститутом з актуального і сучасного мистецтва; її керівництво все більш активно налагоджувало зв'язку з міжнародними інституціями, зокрема в Центральній та Східній Європі. Одним з результатів цієї діяльності стала міжнародна колекція «Arteast 2000», створена в 2000 році.
У зв'язку з масштабним капітальним ремонтом будівлі галерея була закрита у 2007 році; оновлення будівлі проводилося за проектом архітектурної фірми «Bevk Perović arhitekti», який став переможцем у відкритому тендері. Ремонтні роботи були завершені до осені 2009 року. Будівля є пам'ятником архітектури, що зберіг всі свої ключові особливості — серйозні зміни відбулися тільки в підвалі, в якому розмістилися сучасні складські приміщення та фотостудія; тут же з'явилися і два нових простори для відвідувачів — глядацький зал і кафе.
Через брак площ керівництво галереї ще в 1995 році звернулося в міністерство культури Республіки Словенії з проханням надати ще одну будівлю: інтерес музейних працівників викликала одна з будівель, яка розташовувалася в казармах колишньої югославської народної армії на вулиці Метелькова. У 2000 році, ще до реконструкції основного корпусу, там була представлена колекція «Arteast 2000».
Будинок, у якому розташований Музей сучасного мистецтва Метелькова (+MSUM), був частиною колишнього масштабного військового казарменого комплексу, який початково був побудований ще для австро-угорської армії; він використовувався югославською народною армією після Другої світової війни. У 1991 році, після того як югославська народна армія залишила Словенію, держава виділила південну частину комплексу для музейної діяльності; в північній частині розмістилися художники та активісти, які в 1993 році заснували автономний Міський культурний центр Метелкова. Міністерство культури позначило південну частину як «музейний квартал», відремонтувавши спочатку будівлю для Словенського етнографічного музею, потім — будинок для Національного музею Словенії і, нарешті, будинок для «Moderna galerija», задуманий як простір для представлення сучасного мистецтва. Ремонт казарм і дизайн музейного кварталу, в цілому, був проектом архітектурного бюро «Groleger arhitekti».
Музей сучасного мистецтва в кварталі Метелькова був відкритий в кінці листопада 2011 року. Сьогодні галерея і музей є формально єдиною організацією, але ведуть різну виставкову політику. Старий корпус в більшій мірі спеціалізується на словенському модернізмі, в той час як у нових приміщеннях проходить більше подій, пов'язаних з міжнародним постмодернізмом. Так в період з листопада по лютий 2018 2019 року у залах музею проходила тимчасова групова виставка «Sites of Sustainability. Pavilions, Manifestos, and Crypts», яка в основному складалася з робіт східноєвропейських художників-авангардистів — як їх колекції «Arteast 2000», так і зі зборів інших національних музеїв і приватних колекцій з Словенії, Хорватії, Німеччини, Сербії та Польщі.